# Павле Лекар
Преподобни Павле Лекар је хришћански светитељ. Родом је био Коринћанин. После школовања повукао се у манастир и постао инок. Велику борбу имао је са блудним помислима. Нека блудница је рекла да је родила дете са њим. Тада су га јеретици извукли из манастира, дали му дете у руке и терали га по граду, да га свет пљује. А дете је имало само неколико дана. Свети Павле се помолио Богу и рекао народу: „Ево, нека само дете каже, ко му је отац!“ У хришћанској традицији помиње се да је дете пружило руку из пелена, показало на неког ковача и рекло: „Овај је мој отац, а не Павле монах!“. После тога Павле се вратио у манастир. Хришћани верују да је Павле имао дар од Бога, тако да кад би ставио своје руке на болесника, болесник би оздравио. Живео је у VIII веку.
Православна црква слави га 28. јуна по црквеном, а 11. јула по грегоријанском календару.